# Оуз Галели
Оуз Галели (на турски: Oğuz Galeli) е турски актьор и модел.

## Биография
Оуз Галели е роден на 23 октомври 1967 година в град Истанбул, Турция. Израства в Австрия. Завършва специалност медийни науки (телевизия, радио, кино). По време на следването си работил като професионален модел в модна агенция „Claude Montana“. Печели редица награди като модел (Мистър Европа (1995), Мистър Австрия (1989), Най-добър фотомодел на Турция за 1994 година, и др.).

## Филмография
| Година | Филм            | Роля |
| ------ | --------------- | ---- |
| 1991   | Bir Umut Uğruna | Erol |
| 2011   | Gizli Yüzler    |      |

### Сериали
| Година | Филм                        | Роля              |
| ------ | --------------------------- | ----------------- |
| 2005   | До последен дъх (Acı Hayat) | Ендер Керванджолу |
| 2007   | Pars Narkoterör             | Mert Karacabey    |
| 2009   | Masumlar                    | Cengiz            |
| 2010   | Kızım Nerede                |                   |
| 2010   | İhanet                      | Harun             |